# Klaus Dickneite

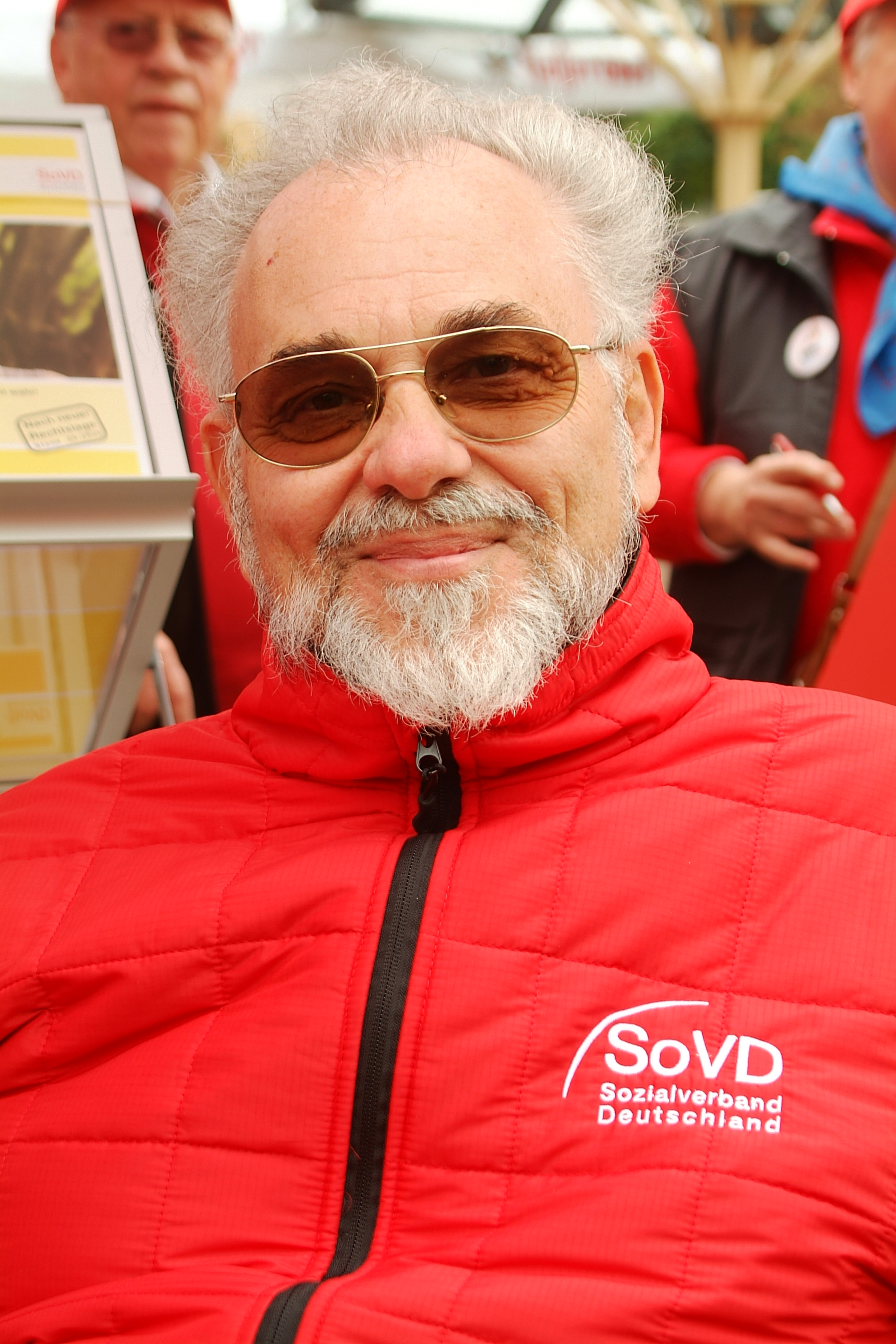
Klaus Dickneite mit einer Jacke des Sozialverbands Deutschland

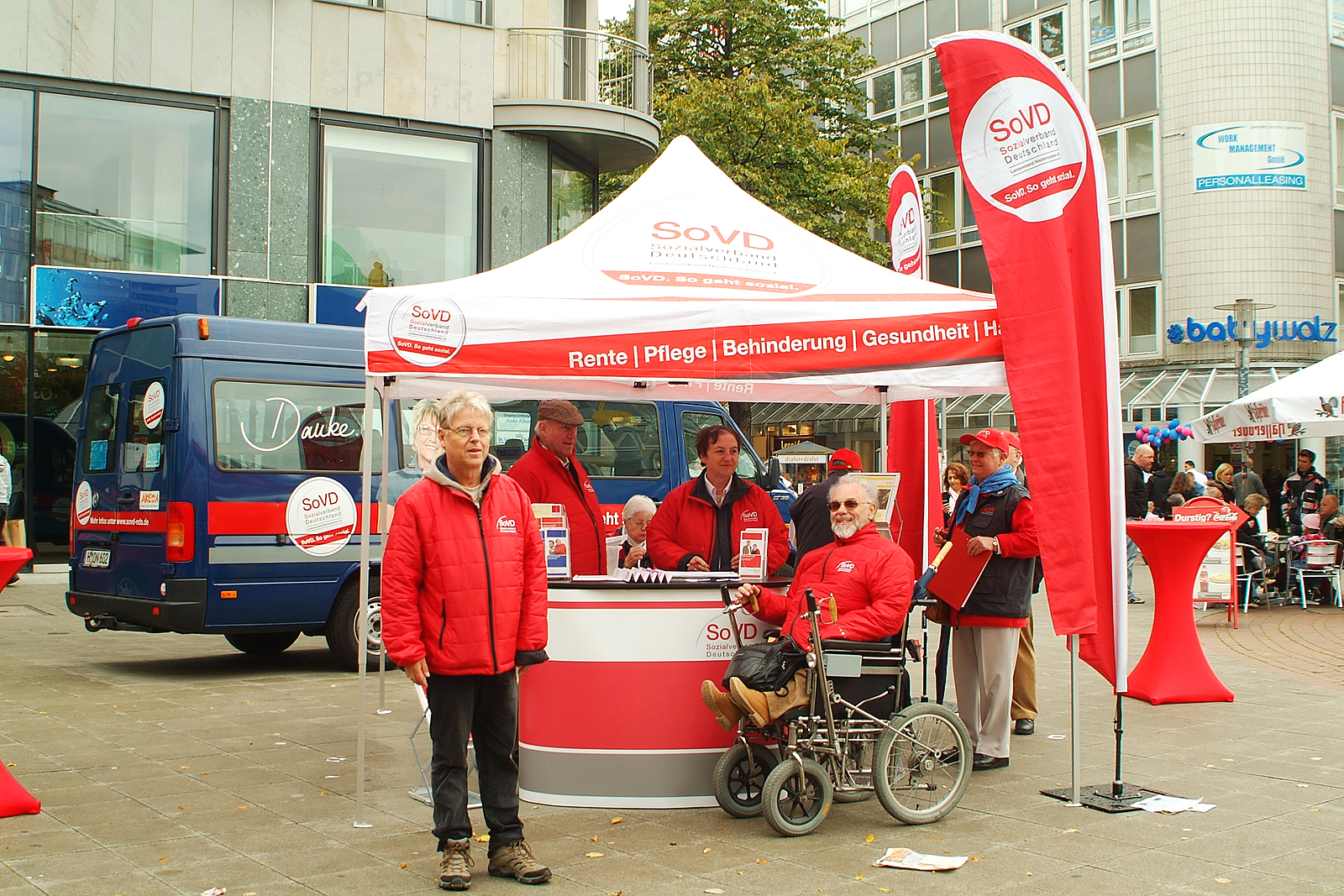
Hier in der Georgstraße in Hannover 2012 beim bundesweiten Aktionstag „UMfairTEILEN – Reichtum besteuern“

Klaus Dickneite (* 1946) ist ein deutscher Sozialpädagoge, Kommunalpolitiker und ehemaliger Stadtbezirks-Bürgermeister des Stadtbezirkes Misburg-Anderten in Hannover.

## Leben
Klaus Dickneite wurde im Alter von zwei Jahren in das Johanna-Helenen-Heim in Volmarstein verbracht, ein kirchliches Heim für Kinder mit Behinderungen der Evangelischen Stiftung Volmarstein. Hier erlebten er und seine Mitschüler „wie Gefangene“ persönlich „Gewalt in der Körperbehindertenhilfe“.
Im Alter von 22 Jahren verließ Klaus Dickneite das ehemalige „Krüppelheim“, in dem er keinen Kontakt zu seinen Eltern gehabt hatte, studierte dann Sozialarbeit und leitete später selbst ein Heim für Kinder mit Behinderungen.
1998 wurde ihm das Bundesverdienstkreuz am Bande verliehen.
Im Jahr 2006 wurde Dickneite Sprecher der 2006 gegründeten Freien Arbeitsgruppe Johanna-Helenen-Heim, die sich für eine Wiedergutmachung für die nach dem Zweiten Weltkrieg jahrzehntelang durch überforderte Diakonissen und Desinteressierte angerichtete Gewalt einsetzte.
Dickneite ist Mitglied der SPD. 1986 wurde er Mitglied im Stadtbezirksrat Misburg Anderten.
Im Jahr 2011 wurde Dickneite zum Bezirksbürgermeister in Misburg-Anderten gewählt. 2021 trat er nicht mehr für den Stadtbezirksrat Misburg-Anderten  an, dem er 35 Jahre angehört hatte und gab nach 10 Jahren sein Amt als Bezirksbürgermeister ab.
Am 17. Januar 2022 wurde ihm aus den Händen von Ministerpräsident Stephan Weil das Verdienstkreuz 1. Klasse des Niedersächsischen Verdienstorden für sein 50-jähriges Engagement für Menschen mit Behinderungen verliehen.

## Weitere Funktionen
Dickneite ist bzw. war aktiv
- im Seniorenbeirat des Diakonischen Werks Hannover[7]
- als Erster Ortsvorsitzender im Ortsverband Anderten des Sozialverband Deutschland[8]
- Vorsitzender des Vereins für Menschen mit Behinderungen, Aktiv DabeiSein e.V.

## Dokumentarfilm
- Verlorene Kindheit, Hier-und-Heute-Dokumentation,